# Набеги монголов на Священную Римскую империю

Европа в 1230 году и направления монгольских походов.

Набеги монголов на Священную Римскую империю — часть западного похода монголов, произошли летом 1241 года и повторились зимой 1241-42 годов.

## Предыстория
Общее мнение в Западной Европе, по крайней мере с 1236 года, заключалось в том, что конечной целью монголов была Священная Римская империя. Частично это основывалось на разведывательных данных, но главным образом на преобладающих интерпретациях апокалиптической литературы. Приход монголов на восточную границу империи представлял собой первую серьёзную внешнюю угрозу, с которой она столкнулась после венгерского вторжения в X в. Империя была не в лучшем положении, чтобы противостоять этому: Фридрих II был отлучен от церкви в 1239 году, а папа организовывал против него крестовый поход в Италии.
В 1237 году король Венгрии Бела IV получил монгольский ультиматум с требованием подчинения. По словам Альберика из Труа-Фонтен, аналогичный ультиматум был получен при дворе Фридриха II в 1238 году, хотя это никем больше не зафиксировано и такого документа не сохранилось. Фридрих якобы ответил, что, как знаток соколиной охоты, он мог бы стать ханским сокольничим. В Annales Sancrucenses записано, что монголы также отправили послов с требованием полчиниться к австрийскому герцогу Фридриху II.
В Chronica majora Матвей Парижский пишет, что слухи о монголах распространились по империи к 1238 году, по этой причине торговцы рыбой Фризии не желали ехать в Англию. Он также является источником слухов о том, что монголы были потерянными племенами Израиля, и им помогали евреи, вывозившие контрабандой оружие из Германии в бочках из-под вина. Сообщается, что еврейские купцы утверждали, что бочки были наполнены отравленным вином для оккупантов. Из-за этих слухов евреи были убиты на нескольких таможенных постах.
Весть о монгольском вторжении в Грузию достигла папского двора в конце 1239 или начале 1240 года. Царица Русудан и её сын, будущий царь Давид VI Нарин, потребовали проповеди крестового похода, но папа Григорий IX отклонил эту просьбу на том основании, что церковь уже был занят крестовыми походами в Испании и Леванте, а также борьбой с ересью и отступничеством в Европе.
Монголы вторглись в Венгрию 12 марта 1241 года. Бела IV немедленно отправил герцогу Фридриху письмо с просьбой о помощи. Герцог прибыл в Пешт в последние недели марта или в первую неделю апреля с небольшим отрядом плохо вооруженных людей. Тот быстро одержал небольшую победу, убив двух шпионов, прикрепленных к отряду Шибана. Вскоре после этого был убит лидер половцев Котян Сутоевич. Хотя роль Фридриха в этом неясна, вскоре после этого он покинул Пешт, находясь в плохих отношениях с венгерским королем.
После битвы на реке Шайо 11 апреля 1241 года побежденный король Венгрии бежал в Австрию, пересечя границу в Прессбурге. Первоначально принятый своим бывшим союзником, герцог Фридрих заманил короля в замок Хайнбург-ан-дер-Донау и вымогал у него компенсацию, которую он был вынужден выплатить королю шестью годами ранее. Бела передал все свое богатство, включая драгоценности короны, и все же был вынужден заложить герцогу три графства. Вероятно, это были три самых западных графства Мошон, Шопрон и Ваш, в которых проживало большое количество немцев. После освобождения Бела направился в Хорватию. В то же время Бела отправил письмо королю Франции Людовику IX с просьбой о помощи, а также письмо императору Фридриху с предложением подчинить Венгрию империи в обмен на военную поддержку.  Император ответил в письме, что не может помочь, пока его ссора с папой не будет решена, и приказал венгерскому королю просить помощи у Конрада IV, который формально правил Германией с 1237 года..

## Набеги

### Северо-восточная Германия
Ещё 10 марта 1241 года ландграф Тюрингии Генрих IV Распе в письме герцогу Брабанта Генриху II  подробно описал перемещения монголов через польскую границу. Ранняя форма метафоры Antemurale Christianitatis («оплот христианства») встречается в этом письме, где Генрих называет Польшу своей «стеной». После битвы под Хмельником 18 марта 1241 года польский князь Сандомира Болеслав V Стыдливый бежал в Моравию.
После победы над князь-принцепсом Польши и князем Вроцлава Генрихом II в битве при Легнице 9 апреля 1241 года монгольские отряды вошли в Лужицкую и Мейсенскую марки в восточной Германии, продвинувшись до Эльбы. Их нападения упомянуты в «Chronica sancti Pantaleonis», согласно которой они «достигли границы Мейсенской епархии». Согласно письму Варфоломея Трентского епископу Бриксена Эгино фон Эппану, монголы «атаковали границы Богемии и Саксонии».
Король Чехии Вацлав I, собравший 40-тысячную армию, отступил в Германию, чтобы объединить свои силы с подкреплениями из Тюрингии и Саксонии. Он избегал сражения, хотя его кавалерия, возможно, отбила монгольский авангард под Клодзко. Ранее он приказал укрепить свои крупные города, включая Прагу, возможно, в ответ на сообщение о падении Киева в 1240 году. Chronicle of Dalimil описывает фортификационные работы.
Монголы не продолжили наступление на запад в Германию, а повернули обратно на восток. Отказ от вторжения в Чехию можно объяснить слишком тяжёлыми понесёнными потерями в Легнице и близостью Вацлава к Легнице (он находился всего в дне пути), что удерживало монголов от попытки испытать удачу; или к горам Чешского массива, которые образовывали естественную северную границу региона. По словам Вацлава в письмах князьям Германии, монголы удалялись от границы с Богемией со скоростью 64 км. в день. У Моравских ворот они повернули на юг и прошли между хребтами Судетов и Карпат, войдя в Моравию возле Опавы..

### Моравия

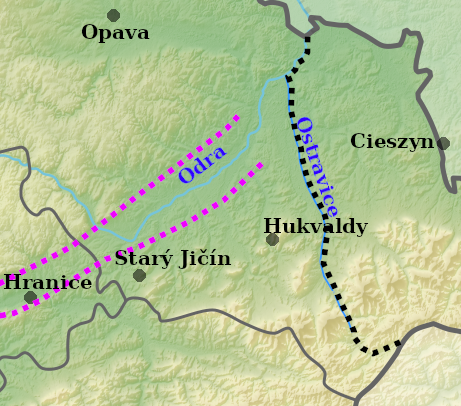
Моравские ворота (розовые пунктирные линии) в восточной Моравии и граница империи (черный пунктир)..

Монгольская армия в Легнице находилась под командованием Орда-Эджен, Байдара и Кадана, её численность оценивается в 8 тыс. Армия, вошедшая в Моравию, должно быть, была несколько меньше. Сын Субэдея Урянхадай также был в Легнице. Согласно официальной истории монгольской династии Юань Юань ши, он принимал участие во вторжении в Польшу и земли Nie-mi-sz'.
Францисканский вице-министр в Богемии Джордано Джано, который писал письма из Праги, пока монголы находились в Моравии, указывает, что они прошли через Моравские ворота до 9 мая. По другим источникам, Орда-Эджен находился в Венгрии к концу апреля, поэтому переход Моравии, похоже, длился меньше месяца. Скорость перехода упоминается в двух других источниках: Магистр Рогерий замечает об этом, а в Annales Santi Pantaleonis с гиперболой отмечается, что, хотя переход должен был занять четыре дня, монголы пересекли Моравию за один день и одну ночь. Монголы, вероятно, вышли из Моравии через Новы-Грозенков, который Магистр Рогерий называет Венгерскими воротами. Путь, которым монголы прошли через Моравию, неизвестен. Они воссоединились с основными силами под командованием Батыя возле Тренчина в Венгрии..
Согласно «Annales sancti Pantaleonis», во время своего перехода монголы опустошили всю Моравию, «кроме замков и укрепленных мест». Единственным свидетельством, относящимся к конкретному месту, является грамота 1247 года, в которой маркграф Оттокар II Пшемысл предоставил городу Опаве некоторые привилегии из-за нанесённого кочевниками ущерба. Все остальные грамоты, касающиеся разрушения городов и монастырей, были сфальсифицированы в XIX веке. Никаких археологических свидетельств кратковременного присутствия монголов в Моравии пока не обнаружено, и Моравия не упоминается явно ни в каких восточных источниках. По словам Зигфрида из Бальхаузена, много моравских беженцев появилось в Мейсене и Тюрингии. Многие другие бежали в холмы, леса и болота и спрятались в пещерах.

### Австрия
Монгольские отряды вошли в Австрию в конце мая или начале июня из Венгрии, либо из Моравии, направляясь на воссоединение с основной монгольской армией в Венгрии. Они не переправились через Дунай в Австрии, но разграбили Корнойбург к северу от него. Монголы, вероятно, находились в Австрии ещё в июле, хотя уже в этом месяце Фридрих II оккупировал венгерские графства, которые ему заложил Бела IV.
Фридрих подробно описал ситуацию в своей стране в письмах папе и императору. В письме Конраду IV от 13 июня 1241 года он сообщает о нанесенном монголами ущербе, заявив об убийстве 300 кочевников на берегах Моравы. Неделю спустя, в письме епископу Констанцскому Генриху I от 22 или 23 июня 1241 года, Фридрих увеличил число убитых врагов до 700 и оценивает количество своих погибших в 100 человек. Это вторжение в Австрию также упоминается в Annales Garstenses, Annales Zwetlenses и Annales Sancrucenses. Первые две летописи сообщают, что монголы покинули Австрию невредимыми, тогда как Sancrucenses приписывают им множество убитых.
Матвей Парижский цитирует письмо некоего Иво Нарбоннского, очевидца, который приписывает королю Вацлаву, герцогу Фридриху, патриарху Аквилеи Бертольду, герцогу Каринтии Бернарду, маркграфу Бадена Герману V Баденскому и «князю Далмации» спасение города Нейстата (нем. Neustat) от пришедшей из Венгрии осаждающей монгольской армии, . Нойстат обычно отождествляют с баварским Винер-Нойштадтом.  Такая атака неправдоподобна, но не невозможна. О переправе монголов через Дунай до зимы 1241/42 года не известно. Было высказано предположение, что противником на самом деле была отряд половцев, покинувших Венгрию после смерти Кётена. Нейстат, однако, может быть Корнойбургом.
Иво описывает осаду Нейстата и разорение сельской местности монголами. Он отмечает, что гарнизон насчитывал «не более пятидесяти рыцарей плюс двадцать арбалетчиков». В письме монголам приписывают каннибализм, хотя это, судя по всему, дополнение Матвея Парижского, который, как известно, добавлял в свои письма материалы собственного сочинения. Сообщается, что они пытали и ели мирных жителей независимо от их возраста, пола, состояния или класса. Уродливых и старух они ели сразу, а красивые женщины «задыхались… под массой насильников, крича и причитая». Они отрезали груди девственниц, оставляя их своим вождям, прежде чем съесть остальную часть их тел Иво приписывает князю Далмации — возможно, герцогу Мерании Оттону II — захват в плен восьми врагов, в том числе англичанина, который служил монголам в течение многих лет и в ходе допроса раскрыл многое, что ранее не было известно о кочевниках на Западе.
В «Анналах Тьюксбери» и «Хронике Риме» Филиппа Мускеса сообщается о победе над монголами курпфальца и герцога Баварии Оттона II, в которой, тем не менее, вероятно, участвовал не более чем монгольский рейдерский отряд. В мае 1241 года, когда монгольская угроза все ещё была явственна, Оттон II в знак солидарности с Конрадом IV и Фридрихом II в разгар их конфликта с папством изгнал папского легата Альберта Богемского из Баварии. В конце мая епископ Фрайзинга Конрад I писал Генриху Констанцскому о монгольской угрозе в долине Дуная. По его словам, Вацлав по совету Белы избегал сражения с монголами.
Монгольская армия снова вошла в западную Венгрию, восточную Австрию и южную Моравию в конце декабря 1241 года, как записано в письме бенедиктинского аббата из Вены от 4 января 1242 года, цитируемом Матвеем Парижским.

## Реакция

### Местная (апрель 1241 года)
Примерно в это же время в письме магистра французских тамплиеров своему королю отмечалось, что, если армии Чехии и Венгрии «потерпят поражение, эти татары не найдут никого, кто мог бы противостоять им, вплоть до» Франции. Бодуэн ван Нинове пишет, что монголы вызвали панику во Фландрии. Историк Питер Джексон считал, что если бы монголы начали серьёзное вторжение в империю весной 1241 года, «маловероятно, что они встретили бы скоординированное сопротивление».
В ответ на монгольскую угрозу лидеры немецкой церкви в апреле 1241 года провели несколько соборов, призывая к крестовому походу против монголов и предписывая поститься и совершать шествия для защиты Германии и Богемии. 22 апреля в Мерзебурге состоялось княжеское собрание для сбора войск и координации усилий, согласно Sächsische Weltchronik и Annales breves Wormatienses. Нет данных об участниках, но герцог Саксонии Альбрехт I и епископ Мейсена Конрад I собрал армию и к 7 мая присоединились к Вацлаву в Кенигштайне. В конце апреля ещё одно собрание состоялось в Херфорде (или, возможно, в Эрфурте) под председательством тогда исполнявшего обязанности регента в Германии архиепископа Майнца Зигфрида III, но оно не привело к формированию армии.

### Фридриха II
Продолжающаяся ссора между отлученным от церкви императором и папой препятствовала имперскому ответу на появление монголов у восточной границу. В мае 1241 года представители императора и папы встретились, чтобы договориться о прекращении спора и выдержать общий фронт против монголов, но переговоры ни к чему не привели. В Италии епископ Феррары Филиппо да Пистойя распространил письмо, которое, по его словам, показывало, что император Фридрих II отправил послов к монголам и находился с ними в союзе. Аналогичные слухи распространяли агенты папы в Германии.
Император оставался в Италии на протяжении всего кризиса. Оттуда то ли в мае, то ли в июне он отправил в Германию краткий список из семи инструкций по противодействию монгольской угрозе. Он специально приказал использовать арбалеты, которые считались вызывающими ужас у не владевших этой технологией монголов. Тот же совет был повторен несколько лет спустя в «Татарских соглашениях».
20 июня в Фаэнце император издал Encyclica contra Tartaros, энциклику, в которой объявлялось о падении Киева, вторжении в Венгрию и угрозе Германии, а также содержалось требование к каждой христианской стране выделить на защиту христианского мира соответствующее число людей и оружия. Согласно копии энциклики Матвея Парижского, она была адресована католическим странам (Франции, Испании, Уэльсу, Ирландии, Англии, Швабии, Дании, Италии, Бургундии, Апулии, Криту, Кипру, Сицилии, Шотландии и Норвегии), версия для каждой из которых была оформлена своему национальному стереотипу. Риккардо из Сан-Джермано утверждает, что копии были разосланы всем правителям Запада, и цитирует начало письма французскому королю.  В энциклике Фридрих указал, что принял подчинение Венгрии.
3 июля Фридрих II направил письмо своему зятю и королю Англии Генриху III, сообщая ему о монгольской угрозе. Император, по-видимому, только что получил письма от Конрада IV, королей Венгрии и Чехии, а также герцогов Австрии и Баварии, информирующие его об успехах монголов. Письмо Белы IV было доставлено епископом Вацким Стефаном, который доставил ещё одно письмо Григорию IX.

### Конрада IV
25 апреля, после собрания в Херфорде по совету светских князей архиепископ Зигфрид обнародовал инструкции доминиканцам и францисканцам проповедовать крестовый поход против монголов. Это была беспрецедентная узурпация того, что к тому времени было прерогативой папы. Похоже, из этого сразу ничего не вышло. Проповедь действительно происходила в епархиях Майнца, Кёльна и Трира; Констанцской и Аугсбургской епархий, где епископ Сибото поручил монахам проповедовать; и городе Страсбург. Согласно «Annales sancti Pantaleonis», крестовый поход проповедовался по всей Германии доминиканцами и францисканцами.Vercamer, 2021, p. 250
19 мая при содействии Зигфрида 13-летний Конрад IV провел собрание в Эсслингене, где принял обет крестоносца. Его клятва обязывала его только до 11 ноября 1241 года, хотя Бела IV предупредил его, что монголы планируют вторгнуться в Германию в начале зимы 1241—1242 годов. В Эсслингене Конрад провозгласил Земский мир для всей Германии, чтобы можно было сосредоточить силы против монголов. Епископы собирали пожертвования на это дело по всей Германии.
Конрад IV назначил 1 июля датой сбора армии в Нюрнберге. В июне папа Григорий IX написал нескольким епископам в Германии, пропагандируя проповедь крестового похода, задним числом санкционируя то, что уже начали местные власти и король. Аббату Хайлигенкройца и настоятелю доминиканцев в Вене также было приказано проповедовать крестовый поход в своих приходах. Доминиканцы и францисканцы проповедовали по всей Германии. Согласно «Штаденские анналы», Григорий получил просьбы о снисхождении за участие в крестовом походе от герцогов Австрии и Каринтии. 19 июня, ссылаясь на полученное от герцога Фридриха письмо, он издал официальную индульгенцию для защиты Германии и Богемии, как он сделал тремя днями ранее для Венгрии.
Среди тех, кто, как известно, принял обет крестоносца и присоединился к имперской армии, — герцог Брауншвейг-Люнебурга Оттон I, архиепископ Кёльна Конрад фон Гохштаден, граф Тироля Альбрехт III, граф Ультена Ульрих и граф Хельфенштейна Людовик. Географическое распространение этих имен позволяет предположить, что призыв к крестовому походу был широко услышан по всей Германии. В своем письме от 13 июня герцог Фридрих объяснил, что он не присоединится к крестовому походу, поскольку уже сражался с монголами, которых он назвал «ураганом». Он попросил Конрада IV привезти арбалеты в Германию, а также привести в Австрию рыцарей из Швабии, Франконии, Баварии и Рейнской области и направить рыцарей Саксонии, Мейсена и Тюрингии в Богемию.
Армия крестоносцев собралась, как и планировалось, в Нюрнберге и к 16 июля продвинулась до Вайдена. Неясно, двигался ли Конрад в сторону Богемии или Австрии. К этому времени монголы больше не угрожали Германии, и, следовательно, крестовый поход прекратился. Последним свидетельством того, что крестовый поход продолжается, является изданная графом Тироля 20 июля хартия.
Согласно Chronicon Wormatiense и Gesta Treverorum, большинство епископов и князей разделили между собой собранные на крестовый поход деньги. Исключением стал князь-епископ Вормса Ландольф Гогенек, который, согласно Chronicon, вернул пожертвования после отмены крестового похода. Восстание перешедшего на сторону папской партии регента Конрада в Германии Зигфрида Майнцского, вероятно, стало непосредственной причиной решения Конрада прекратить крестовый поход. Хотя крестовый поход не встретил монголов в бою, Annales sancti Trudperti, за которыми следуют Annales Zwifaltenses, приписывают последующее отступление монголов из Европы устрашающей немецкой армии. Современные историки-националисты в Германии и Австрии также поддались подобным объяснениям. В действительности монголы, вероятно, не вторглись в Германию, потому что их целью было просто наказать венгерского короля за защиту половцев.

### Вымышленные победы над монголами
Слухи о крупной победе Германии над монголами распространились до Египта, Армении и мусульманской Испании. Это зафиксировано в Истории патриархов Александрийских и Хронологической истории Мхитара Айриванеци. В Flor des estoires de la terre d’Orient Хетума Патмича говорится, что герцог Австрии и король Богемии победили монголов на Дунае, и Батый утонул. Liber Secretorum Fidelium Crucis Марино Санудо-старшего также намекает на победу Австрии на Дунае. В Kitāb al-jughrāfiyya Ибн Саида аль-Магриби записано, что объединённая немецко-венгерская армия разбила монголов возле Шибеника. Матвей Парижский писал, что Конрад IV вместе со своим братом и королём Сардинии Энцо разгромил монгольскую армию на берегах реки Дельфеос (возможно, Днепр).
В более поздней моравской историографии монгольское вторжение 1241 года отождествлялось с венгерским вторжением 1253 года в ходе войны за Бабенбергское наследство, в состав вторгнувшейся армии входили половцы. Венгры осадили Оломоуц и разгромили шедшую на помощь армию, прежде чем снять осаду. В Чешской хронике Вацлава Гаека из Либочан 1541 года, победа Венгрии под Оломоуцем превращается в поражение, и лидером моравцев становится Ярослав Штернберг. Фактическим хозяином замка Штернберг в то время был Здеслав, чей сын Ярослав, вероятно, был слишком молод, чтобы участвовать в военных действиях. В «Истории Чешского королевства» Иоанна Дубравия 1552 г. осада Оломоуца перенесена на 1241 год и приписана монголам. В сфалсифицированной в XIX веке Краледворской рукописи Ярослав победил монголов под Оломоуцем и убил Байдара, став национальным героем Чехии. В реальности Байдар по состоянию на 1246 г. здравствовал.

## Последующие проекты крестовых походов
Папа Иннокентий IV призвал к проповеди крестового похода против монголов в Германии в августе 1243 года и по всей Богемии и Моравии весной 1253 года. В июне 1258 года папа Александр IV призвал к проповеди ещё одного крестового похода в Германии, Богемии и Моравии. В июне 1265 года Климент IV в ответ на сообщение Белы IV приказал проповедовать в пределах Священной Римской империи новый крестовый поход против монголов в Австрии, Богемии, Бранденбурге, Каринтии и Штирии.
После этого крестовый поход против монголов продвигался редко. В 1288 году Николай IV приказал проповедовать его в Чехии. Иоганн из Винтертура сообщает о нападениях на маркграфство Брандербург во время монгольского вторжения в Польшу в 1340 году. Согласно Historia Parmensis Иоанна Корнаццано в то время также ходили слухи, что монголы намеревались напасть на Богемию. По словам Франциска Пражского, император Людовик IV отказался помочь Польше, но Гальвано Фиамма сообщает, что на защиту Польши присоединились «многочисленные немцы», как и король Чехии Иоганн Люксембургский. Бенедикт XII в ответ на просьбу короля Польши Казимира III приказал проповедовать крестовый поход в Богемии в 1340 году. В марте 1351 года Климент VI уполномочил польское духовенство проповедовать крестовый поход против монголов в Богемии для защиты Польши.

## Комментарии
1. ↑  После битвы при Легнице герцог также принял заложника, присланного королями Венгрии и Руси. Заложник, половец, дал показания перед герцогом в Херк-де-Стаде. Еврейский писатель Моисей бен-Авраам оставил единственный отчет об этом событие.[17]
2. ↑  Чемберс называет письмо «наиболее точным» отчетом, «в котором подробно описывается мобильность, тактика и использование артиллерии монголов".[9]
3. ↑  По словам Сондерса, переход Моравии занял около месяца,[31] согласно ему они всё ещё были там 7 мая.[32] Джексон считал, что они вошли в Моравию только в последнюю неделю апреля.[33] Веркамер говорит, что монголы оставались в Польше и Моравии менее двух месяцев (апрель–май), и оценивает их переход через Моравию в 9–10 дней.[22]
4. ↑  Антонин Бочек подделал уставы для своего Codex diplomaticus et epistolaris Moraviae, опубликованного в Оломоуце в 1841 году.[36][37] В этих грамотах показан ущерб монастырям Градиско, Райград и Дубравник и городам Брно, Брунталь, Горни-Бенешов, Литовел, Евичко и Уничову.[36] Джексон поверил в это,[36] и упоминает разрабление Литовеля, Брунталя и Евичко вместе с осадами Брно, Оломоуца и Уничова.[35] Чемберс также говорит о депопуляции моравских городов, которые были заселены немецкими иммигрантами и получили экономические привилегии.[38]
5. ↑  Фактически, его солдаты вышли за пределы этих мест и осадили Прессбург, который защищал граф по имени Космос, а после его пленил другой по имени Ахиллес. Они также оккупировали Дьёр, но жители сожгли австрийский лагерь и заставили их уйти в отставку.[12][13]
6. ↑  Weltchronik  сообщает, что собрание распорядилось о наборе войск: «Все свободные люди, которые могут себе это позволить, должны быть призваны к оружию. Те, кто не может себе этого позволить, должны, по крайней мере, поддержать своих собратьев». Было постановлено, что четыре свободных человека должны снарядить пятого..[16] Annales сообщаются о взятии креста как в крестовом походе.[59]
7. ↑  Генри Распе, маркграф Мейсена Генрих III и маркграфы Брандербурга Иоганн I и Оттон III, возможно, были среди них. Веркамер ссылается на «известное раздражение восточных правителей(таких как герцоги Мейсена, Тюрингии и Бранденбурга)».)".[16]
8. ↑  В 1245 году Папа Иннокентий IV освободил Белу IV из-под его подчинения на том основании, что Фридрих не выполнил ее условия.[67]
9. ↑  Sodders sees "the response to the preaching, and to the example set by Conrad, [as] widespread", with "numbers of fighting men from a huge swath of Germany [taking] crusading vows."[70] Vercamer agrees that surviving private "charters from that time, from different issuers, show without a doubt that these royal orders were taken seriously."[71] Jackson, on the other hand, sees "recruitment for the crusade among the nobility and knights of Germany and other regions further west" as "remarkably unimpressive."[74]
10. ↑  "In 1241 they penetrated only to the eastern borders of Germany and Bohemia, perhaps because their principal objective on that occasion was to chastise the Hungarian king."[78]

## Вторичная литература
- Becker, Joseph (1932). Zum Mongoleneinfall von 1241. Zeitschrift des Vereins für Geschichte Schlesiens. 66: 34–57.
- Huter, Franz [in немецкий] (1956). Die Mongolengefahr von 1241 und Tirol. Carinthia I. 146: 528–535.
- Menache, Sophia (1996). Tartars, Jews, Saracens and the Jewish–Mongol 'Plot' of 1241. History. 81 (263): 319–342. doi:10.1111/1468-229X.00014. JSTOR 24423265.
- Pow, Lindsey Stephen (2012). Deep Ditches and Well-Built Walls: A Reappraisal of the Mongol Withdrawal from Europe in 1242 (Master's thesis). University of Calgary. doi:10.11575/PRISM/25533.
- Pow, Lindsey Stephen (2020). Conquest and Withdrawal: The Mongol Invasions of Europe in the Thirteenth Century (PhD dissertation). Central European University.